# Acontia apela
Acontia apela är en fjärilsart som beskrevs av Druce 1889. Acontia apela ingår i släktet Acontia och familjen nattflyn. Inga underarter finns listade i Catalogue of Life.